# Aleksandr Tjajko
Aleksandr Jurjevitj Tjajko (ryska: Александр Юрьевич Чайко), född 27 juli 1971 i Golitsino i Moskva oblast i dåvarande Sovjetunionen, är en rysk arméofficer.
Aleksandr Tjajko examinerades 1988 från Moskva Suvorov militärskola, och 1992 från Moskvas högre befälsskola. Han var 2001–2006 stabschef för ett mekaniserat regemente. Han genomgick Generalstabernas militärakademi 2012. Tjajko var stabschef för den ryska expeditionskåren i Syrien 2015, som intervenerade på regeringssidan i Syriska inbördeskriget, och blev generallöjtnant 2016.
Under perioderna september 2019–november 2020 och februari–juni 2021 var han chef för den ryska expeditionskåren i Syrien.

Han var vid Rysslands invasion av Ukraina 2022 sedan november 2021 chef för Östra militärdistriktet i Chabarovsk, efter Gennadij Zjidko, ett av Rysslands fem militärdistrikt, och hade utsetts till chef för det ryska anfallet på Kiev den 24 februari 2022. 
I augusti 2022 rapporterade Storbritanniens försvarsministerium att Tjajko avsatts från sin post. Han ersattes som chef för Östra militärdistriktet av Rustam Muradov i oktober 2022.

## Övergrepp
Aleksandr Tjajko fick rykte om sig att vara en brutal militärledare i Syrien 2019 och 2020. Human Rights Watch pekade ut honom som ansvarig för ett antal attacker på sjukhus, skolor och befolkade platser i Idlibprovinsen. Sådana attacker dödade 1 600 civila och gjorde 1,4 miljoner människor hemlösa. Han har också anklagats för att vara ansvarig för de organiserade massakrerna på civilbefolkningen i Butja och andra städer i utkanten av Kiev under slutet av februari–början av mars 2022.
Under det misslyckade ryska anfallet på Kiev februari-mars 2022, torterade och avrättade trupper i Butja under Tjajkos kommando, bland andra 234:e luftlandsättningsregementet, hundratals ukrainska civila.